# Tchang Tsou Seng
Tchang Tsou Seng, född 1879 i Wuxing, död 1925 i Peking, var en kinesisk diplomat i slutet av Qingdynastin och i början på Republiken Kina.
Han erhöll den högsta graden (jìnshì 進士) i det kejserliga examensväsendet år 1904 och inträdde i Hanlinakademin. Han ingick senare i Qingdynastins utrikestjänst och tjänstgjorde i rikets legationer i Ryska imperiet och Nederländerna.
Han fortsatte att arbeta i utrikestjänsten efter Xinhairevolutionen och tjänstgjorde bland annat på Kinas legation i Belgien. 1920 utnämndes han till Republiken Kinas minister i Stockholm, vilket han förblev i två år. Han avled 1925 i Peking.
Tchangs son Gabriel "Toto" Tschang (1919–1980) var gift med skådespelaren Marianne Lindberg åren 1948–1960; paret fick tre gemensamma barn.